# Mitchell Marner
Mitchell "Mitch" Daniel Marner (ur. 5 maja 1997 w Markham, Ontario, Kanada) – hokeista kanadyjski, gracz ligi NHL, reprezentant Kanady.

## Kariera klubowa
- London Knights (22.08.2013 - 28.07.2015)
- Toronto Maple Leafs (28.07.2015 - 
  -  London Knights (2015 - 2016)
- Vegas Golden Knights (01.07.2025-

## Kariera reprezentacyjna
- Reprezentant Kanady na  MŚJ U-20 w 2016
- Reprezentant Kanady na MŚ w 2017

## Sukcesy
Indywidualne
- Debiutant miesiąca NHL - styczeń 2017

Reprezentacyjne
- Srebrny medal z reprezentacją Kanady na MŚ w 2017